# リュドミーラ・ジュラヴリョーワ
リュドミーラ・ジュラヴリョーワ（ウクライナ語：Людмила Василівна Журавльова、1946年3月22日 - ）は、ウクライナ、ソビエト連邦の女性天文学者である。クリミア天体物理天文台で研究を行なった。
1995年にBeryozovoで設立されたアレクサンドル・メーンシコフ財団のクリミア支部 の代表も務めた（これは、ブライアン・イーノの妻によって設立された、児童の福祉を目的としたメーンシコフ財団とは異なるものである）。
ジュラヴリョーワはトロヤ群のポダリリウスやヴラド・ヴィソツキーを含む非常に多くの小惑星を発見した。ハーバード大学による小惑星発見数リストでは、61位にランクされている。1972年から1992年にかけて213もの小惑星を発見したが、そのうち13個が共同発見である。